# Dialog Dritte Welt
Dialog Dritte Welt (DDW) ist eine deutschsprachige Buchreihe mit ins Deutsche übersetzten erfolgreichen literarischen Werken aus der sogenannten Dritten Welt, ein Begriff, womit im Ost-West-Konflikt des Kalten Krieges die blockfreien Staaten bezeichnet wurden, die sich weder der Ersten noch der Zweiten Welt zuordnen ließen. Die beteiligten Verlage sind der Lamuv Verlag (in Bornheim-Merten, später Göttingen), der Peter Hammer Verlag (Wuppertal) und der Unionsverlag (Zürich).
Die Taschenbuch-Reihe erschien mit wechselnden Erscheinungsorten und wechselnden Verlagen ab 1982 mit jeweils vier Titeln pro Halbjahr. Anfangs war geplant, dass sie 1986 mit dem Erreichen von 40 Titeln enden sollte. Ab Herbst 1987 sollten dann pro Halbjahr jeweils drei neue Bücher erscheinen. Aufgrund der wirtschaftlichen Risiken wurden die Leser anfangs gebeten, die Bücher im Abonnement abzunehmen. Als Dank wurde jährlich eine Langspielplatte mit Musik aus jeweils einem der drei Kontinente versprochen. Zur besseren Nutzung der Bücher in der Bildungsarbeit sollten parallel „Materialhefte“ mit Hintergrundinformationen erscheinen.
Die letzten in der DNB nachgewiesenen Bände entstammen dem Jahr 1989. Die folgende Übersicht erhebt keinen Anspruch auf Aktualität oder Vollständigkeit:

## Bände (Auswahl)
- 51. Cristián Cortés: Bitácora-Logbuch, Gedichte aus Chile. 1. Auflage. Lamuv-Verlag, Göttingen 1989, ISBN 3-88977-194-7.
- 50. Kamala Markandaya: Nektar in einem Sieb, Roman aus Indien. Unionsverlag, Zürich 1989, ISBN 3-293-00158-0.
- 49. Ariel Dorfman: Der Tyrann geht vorüber, Erzählungen und Skizzen aus Chile. 1. Auflage. Lamuv-Verlag, Göttingen 1989, ISBN 3-88977-185-8.
- 48. Mulk Raj Anand: Maharadscha, Roman aus Indien. Unionsverlag, Zürich 1989, ISBN 3-293-00148-3.
- 47. Gabriela Mistral: Liebesgedichte und andere Lyrik, Chile. 1. Auflage. Lamuv-Verlag, Göttingen 1988, ISBN 3-88977-178-5.
- 46. Assia Djebar: Die Schattenkönigin, Roman aus Algerien. Unionsverlag, Zürich 1988, ISBN 3-293-00138-6.
- 45. Léopold Sédar Senghor: Botschaft und Anruf, Gedichte aus dem Senegal. 1. Auflage. Lamuv-Verlag, Bornheim-Merten 1988, ISBN 3-88977-141-6.
- 44. Alīfa Rifʿat: Zeit der Jasminblüte, Erzählungen aus Ägypten. Unionsverlag, Zürich 1988, ISBN 3-293-00134-3.
- 43. Wang Meng: Das Auge der Nacht, Erzählungen aus China. Unionsverlag, Zürich 1987, ISBN 3-293-00128-9.
- 42. Meja Mwangi Wie ein Aas für Hunde, Roman aus Kenia. 1. Auflage. Lamuv-Verlag, Bornheim-Merten 1987, ISBN 3-88977-136-X.
- 41. Francis Bebey: Eine Liebe in Duala, Roman aus Kamerun. Hammer, Wuppertal 1987, ISBN 3-87294-354-5.
- 40. Ngugi wa Thiong'o: Abschied von der Nacht, Roman aus Kenia. Hammer, Wuppertal 1986, ISBN 3-87294-317-0.
- 39. R. K. Narayan: Der Fremdenführer, Roman aus Indien. Unionsverlag, Zürich 1986, ISBN 3-293-00114-9.
- 38. Yaşar Kemal: Das Unsterblichkeitskraut, Roman aus der Türkei, Anatolische Trilogie 3. Unionsverlag, Zürich 1986, ISBN 3-293-00106-8.
- 37. Nuruddin Farah: Aus einer Rippe gebaut, Roman aus Somalia. 1. Auflage. Lamuv-Verlag, Bornheim-Merten 1986, ISBN 3-88977-108-4.
- 36. Augusto Roa Bastos: Die Nacht der treibenden Feuer, Erzählungen aus Paraguay. Lamuv-Verlag, Bornheim-Merten 1986, 1. Aufl. ISBN 3-88977-057-6.
- 35. Mario Benedetti: Frühling im Schatten, Roman aus Uruguay. Hammer, Wuppertal 1986, ISBN 3-87294-294-8.
- 34. Sahar Khalifa: Die Sonnenblume, Roman aus Palästina. Unionsverlag, Zürich 1986, Dt. Erstausg. ISBN 3-293-00093-2.
- 33. Yaşar Kemal: Eisenerde, Kupferhimmel, Roman aus der Türkei, Anatolische Trilogie 2. Unionsverlag, Zürich 1986, ISBN 3-293-00105-X.
- 32. B. Wongar: Die Seele, Roman aus Australien. 1. Auflage. Lamuv-Verlag, Bornheim-Merten 1985, ISBN 3-88977-036-3.
- 31. Gioconda Belli: Wenn du mich lieben willst: Gedichte aus Nicaragua. Hammer, Wuppertal 1985, ISBN 3-87294-279-4.
- 30. Jacques Stéphen Alexis: General Sonne, Roman aus Haiti. 1. Auflage. Lamuv-Verlag, Bornheim-Merten 1985, ISBN 3-88977-037-1.
- 29. Yaşar Kemal: Der Wind aus der Ebene, Roman aus der Türkei, Anatolische Trilogie 1. Unionsverlag, Zürich 1985, ISBN 3-293-00096-7.
- 28. Eike Zschacke (Hrsg.): Das Weinen in der kalten Nacht, zeitgenössische Erzählungen aus China. . Aus d. Chines. u. mit e. Vorw. vers. von Eike Zschacke. Lamuv-Verlag, Bornheim-Merten 1985, ISBN 3-88977-028-2.
- 27. Ortrun Froehling (Hrsg.): Mein zerbrochenes Volk, Erzählungen und Gedichte aus Sri Lanka. Hammer, Wuppertal 1985, ISBN 3-87294-270-0.
- 26. Ken Bugul: Die Nacht des Baobab, Eine Afrikanerin in Europa. 3. Auflage. Unionsverlag, Zürich 1986, ISBN 3-293-00090-8.
- 25. Jorge Amado: Die Auswanderer vom São Francisco, Roman aus Brasilien. 1. Auflage. Hammer, Wuppertal 1985, ISBN 3-87294-267-0.
- Johanna Skrodzki (Hrsg.): Welt der Wunder und der Gewalt: Lesereisen in d. Dritte Welt. Lamuv-Verlag, Bornheim-Merten 1984, ISBN 3-87294-260-3.
- 24. Eduardo Galeano: Tage und Nächte von Liebe und Krieg, Autobiografischer Bericht aus Uruguay. 2. Auflage. Hammer, Wuppertal 1984, ISBN 3-87294-247-6.
- 23. Mulk Raj Anand: Der Unberührbare, Roman aus Indien. Unionsverlag, Zürich 1984, ISBN 3-293-00077-0.
- 22. Earl Lovelace: Der Drachentanz, Roman aus Trinidad. 1. Auflage. Lamuv-Verlag, Bornheim-Merten 1984, ISBN 3-88977-012-6.
- 21. Ezekiel Mphahlele: Chirundu, Roman aus Schwarzafrika. Hammer, Wuppertal 1984, ISBN 3-87294-248-4.
- 20. Taufīq Yūsuf ʿAuwād: Tamima, Roman aus dem Libanon. Unionsverlag, Zürich 1984, ISBN 3-293-00071-1.
- 19. Jorge Icaza: Caballero im geborgten Frack, Roman aus Ecuador. Lamuv-Verlag, Bornheim-Merten 1983, ISBN 3-88977-005-3.
- 18. Indres Naidoo: Insel in Ketten. Bericht aus Südafrika. 1. Auflage. Lamuv-Verlag, Bornheim-Merten 1984, ISBN 3-921521-75-0.
- 17. Mario Benedetti: Die Sterne und du, Erzählungen aus Uruguay. Hammer, Wuppertal 1984, ISBN 3-87294-233-6.
- 16. Roger Mais: Und alle Hügel sollen jubilieren, Roman aus Jamaica. Unionsverlag, Zürich 1983, ISBN 3-293-00069-X.
- 15. Omar Cabezas: Die Erde dreht sich zärtlich, Compañera, Roman aus Nicaragua. - Wuppertal: Hammer, 1983, ISBN 3-87294-221-2.
- 14. Kamala Markandaya: Eine Handvoll Reis, Roman aus Indien. 2. Auflage. Unionsverlag, Zürich 1987, ISBN 3-293-00068-1.
- 13. Bahumir Wongar: Der Schoss, Roman aus Australien. Aus d. Engl. von Annemarie Böll. Bornheim-Merten: Lamuv-Verlag 1983, ISBN 3-921521-78-5.
- 12. Manlio Argueta Tage des Alptraums, Roman aus El-Salvador. Hammer, Wuppertal 1983, ISBN 3-87294-211-5.
- 11. Lu Yanzhou: Die wunderbare Geschichte des Himmel-Wolken-Berges, Roman aus China. 1. Auflage. Lamuv-Verlag, Bornheim 1983, ISBN 3-921521-89-0.
- 10. Sahar Khalifa: Der Feigenkaktus, Roman aus Palästina. Unionsverlag, Zürich 1983, ISBN 3-293-00043-6.
- 9. Miguel Ángel Asturias: Die Maismenschen, Roman aus Guatemala. Lamuv-Verlag, Bornheim-Merten 1983, ISBN 3-921521-92-0.
- 8. Albert Wendt (Dichter): Der Clan von Samoa, Roman aus West-Samoa. Hammer, Wuppertal 1982, ISBN 3-87294-204-2.
- 7. Driss Chraibi: Die Zivilisation, Mutter!, Roman aus Marokko. Unionsverlag, Zürich 1982, ISBN 3-293-00031-2.
- 6. Frank Martinus Arion: Doppeltes Spiel, Roman aus Curaçao. Hammer, Wuppertal 1982, ISBN 3-87294-194-1.
- 5. Gustavo Alfredo Jácome: Auf der Suche Ich nach mir, Roman aus Ecuador. 1. Auflage. Lamuv-Verlag 1982, ISBN 3-921521-49-1.
- 4. Simone Schwarz-Bart: Ti Jean oder die Heimkehr nach Afrika, Roman aus Guadeloupe. Hammer, Wuppertal 1982, ISBN 3-87294-195-X.
- 3. Taufīq al-Ḥakīm: Staatsanwalt unter Fellachen, Roman aus Ägypten. Unionsverlag, Zürich 1982, ISBN 3-293-00030-4.
- 2. Meja Mwangi: Nairobi, River Road, Roman aus Kenia. Hammer, Wuppertal 1982, ISBN 3-87294-201-8.
- 1. Augusto Céspedes: Teufelsmetall, Roman aus Bolivien. 1. Auflage. Lamuv-Verlag, 1982, ISBN 3-921521-47-5.